# Europawahl in den Niederlanden 2024
- PvdD: 1
- GL-PvdA: 8
- Volt: 2
- D66: 3
- VVD: 4
- NSC: 1
- CDA: 3
- BBB: 2
- SGP: 1
- PVV: 6

- Linke: 1
- S&D: 4
- G/EFA: 6
- RE: 7
- EVP: 6
- EKR: 1
- PfE: 6

Die Europawahl in den Niederlanden 2024 fand am 6. Juni als Teil der EU-weiten Europawahl 2024 statt. Sie war die zehnte Wahl zum Europäischen Parlament. In den Niederlanden wurden 31 der 720 Abgeordneten des Europäischen Parlaments gewählt.

## Ausgangslage

### Scheidendes Parlament
| Fraktion                       | Fraktion                                               | Mandate | Partei                           | Partei                                  | Mandate |
| ------------------------------ | ------------------------------------------------------ | ------- | -------------------------------- | --------------------------------------- | ------- |
|                                | Renew Europe                                           | 7 / 29  |                                  | Volkspartij voor Vrijheid en Democratie | 5 / 29  |
|                                | Renew Europe                                           | 7 / 29  | Democraten 66                    | 1 / 29                                  |         |
|                                | Renew Europe                                           | 7 / 29  | Volt Nederland                   | 1 / 29                                  |         |
|                                | Fraktion der Europäischen Volkspartei                  | 6 / 29  |                                  | Christen-Democratisch Appèl             | 5 / 29  |
|                                | Fraktion der Europäischen Volkspartei                  | 6 / 29  | ChristenUnie                     | 1 / 29                                  |         |
|                                | Fraktion der Progressiven Allianz der Sozialdemokraten | 6 / 29  |                                  | Partij van de Arbeid                    | 6 / 29  |
|                                | Europäische Konservative und Reformer                  | 5 / 29  |                                  | JA21                                    | 3 / 29  |
|                                | Europäische Konservative und Reformer                  | 5 / 29  | Staatkundig Gereformeerde Partij | 1 / 29                                  |         |
|                                | Europäische Konservative und Reformer                  | 5 / 29  | Meer Directe Democratie          | 1 / 29                                  |         |
|                                | Die Grünen/Europäische Freie Allianz                   | 3 / 29  |                                  | GroenLinks                              | 3 / 29  |
|                                | Die Linke im Europäischen Parlament – GUE/NGL          | 1 / 29  |                                  | Partij voor de Dieren                   | 1 / 29  |
|                                | Fraktionslose                                          | 1 / 29  |                                  | Forum voor Democratie                   | 1 / 29  |
|                                |                                                        |         |                                  |                                         |         |
| Quelle: Europäisches Parlament |                                                        |         |                                  |                                         |         |

### Listen und Parteien
Folgende Listen standen zur Wahl:
| N.               | Liste | Liste                                         | Partei                                        | Partei                                        | Europapartei | Erstplatzierter in der Liste |
| ---------------- | ----- | --------------------------------------------- | --------------------------------------------- | --------------------------------------------- | ------------ | ---------------------------- |
| 1                |       | GroenLinks-PvdA (GL/PvdA)                     |                                               | GroenLinks                                    | EGP          | Bas Eickhout                 |
| 1                |       | GroenLinks-PvdA (GL/PvdA)                     | Partij van de Arbeid                          | SPE                                           |              | Bas Eickhout                 |
| 2                |       | Volkspartij voor Vrijheid en Democratie (VVD) | Volkspartij voor Vrijheid en Democratie (VVD) | Volkspartij voor Vrijheid en Democratie (VVD) | ALDE         | Malik Azmani                 |
| 3                |       | Christen-Democratisch Appèl (CDA)             | Christen-Democratisch Appèl (CDA)             | Christen-Democratisch Appèl (CDA)             | EVP          | Tom Berendsen                |
| 4                |       | Forum voor Democratie (FvD)                   | Forum voor Democratie (FvD)                   | Forum voor Democratie (FvD)                   | –            | Ralf Dekker                  |
| 5                |       | Democraten 66 (D66)                           | Democraten 66 (D66)                           | Democraten 66 (D66)                           | ALDE         | Gerben-Jan Gerbrandy         |
| 6                |       | Partij voor de Dieren (PvdD)                  | Partij voor de Dieren (PvdD)                  | Partij voor de Dieren (PvdD)                  | –            | Anja Hazekamp                |
| 7                |       | 50PLUS                                        | 50PLUS                                        | 50PLUS                                        | EDP          | Adriana Hernández Martínez   |
| 8                |       | Partij voor de Vrijheid (PVV)                 | Partij voor de Vrijheid (PVV)                 | Partij voor de Vrijheid (PVV)                 | ID           | Sebastiaan Stöteler          |
| 9                |       | JA21                                          | JA21                                          | JA21                                          | –            | Michiel Hoogeveen            |
| 10               |       | NL PLAN EU                                    | NL PLAN EU                                    | NL PLAN EU                                    | –            | Kok Chan                     |
| 11               |       | ChristenUnie (CU)                             | ChristenUnie (CU)                             | ChristenUnie (CU)                             | ECPM         | Anja Haga                    |
| 12               |       | Staatkundig Gereformeerde Partij (SGP)        | Staatkundig Gereformeerde Partij (SGP)        | Staatkundig Gereformeerde Partij (SGP)        | ECPM         | Bert-Jan Ruissen             |
| 13               |       | BoerBurgerBeweging (BBB)                      | BoerBurgerBeweging (BBB)                      | BoerBurgerBeweging (BBB)                      | –            | Sander Smit                  |
| 14               |       | Meer Directe Democratie (MDD)                 | Meer Directe Democratie (MDD)                 | Meer Directe Democratie (MDD)                 | –            | Dorien Rookmaker             |
| 15               |       | Socialistische Partij (SP)                    | Socialistische Partij (SP)                    | Socialistische Partij (SP)                    | –            | Gerrie Elfrink               |
| 16               |       | VandeRegio                                    | VandeRegio                                    | VandeRegio                                    | –            | Sent Wierda                  |
| 17               |       | Volt Nederland                                | Volt Nederland                                | Volt Nederland                                | Volt         | Reinier van Lanschot         |
| 18               |       | Belang van Nederland (BVNL)                   | Belang van Nederland (BVNL)                   | Belang van Nederland (BVNL)                   | –            | Wybren van Haga              |
| 19               |       | Nieuw Sociaal Contract (NSC)                  | Nieuw Sociaal Contract (NSC)                  | Nieuw Sociaal Contract (NSC)                  | –            | Dirk Gotink                  |
| 20               |       | Piratenpartij – De Groenen                    |                                               | Piratenpartij                                 | PPEU         | Matthijs Pontier             |
| 20               |       | Piratenpartij – De Groenen                    | De Groenen                                    | –                                             |              | Matthijs Pontier             |
|                  |       |                                               |                                               |                                               |              |                              |
| Quelle: Kiesraad |       |                                               |                                               |                                               |              |                              |

## Ergebnis
| Listen                 | Listen                                                                  | Stimmen    | %    | +/-   | Mandate | +/-      |
| ---------------------- | ----------------------------------------------------------------------- | ---------- | ---- | ----- | ------- | -------- |
|                        | GroenLinks-PvdA (GL/PvdA) 1 GroenLinks (GL) Partij van de Arbeid (PvdA) | 1.314.428  | 21,1 | ▼8,8  | 8 4     | ▼1 ▲1 ▼2 |
|                        | Partij voor de Vrijheid (PVV)                                           | 1.057.662  | 17,0 | ▲13,4 | 6       | ▲5       |
|                        | Volkspartij voor Vrijheid en Democratie (VVD)                           | 707.141    | 11,3 | ▼3,3  | 4       | ▼1       |
|                        | Christen-Democratisch Appèl (CDA)                                       | 589.205    | 9,5  | ▼2,6  | 3       | ▼1       |
|                        | Democraten 66 (D66)                                                     | 523.650    | 8,4  | ▲1,3  | 3       | ▲1       |
|                        | BoerBurgerBeweging (BBB)                                                | 336.953    | 5,4  | Neu   | 2       | Neu      |
|                        | Volt Nederland                                                          | 319.483    | 5,1  | ▲3,2  | 2       | ▲2       |
|                        | Partij voor de Dieren (PvdD)                                            | 281.600    | 4,5  | ▲0,5  | 1       | ▬        |
|                        | Nieuw Sociaal Contract (NSC)                                            | 233.564    | 3,7  | Neu   | 1       | Neu      |
|                        | Staatkundig Gereformeerde Partij (SGP) 2                                | 228.036    | 3,7  | N/A   | 1       | ▬        |
|                        | ChristenUnie (CU) 2                                                     | 180.060    | 2,9  | N/A   | –       | ▼1       |
|                        | Forum voor Democratie (FvD)                                             | 155.187    | 2,5  | ▼8,5  | –       | ▼4       |
|                        | Socialistische Partij (SP)                                              | 136.978    | 2,2  | ▼1,2  | –       | ▬        |
|                        | 50PLUS                                                                  | 58.498     | 0,9  | ▼3,0  | –       | ▼1       |
|                        | JA21                                                                    | 40.570     | 0,7  | Neu   | –       | Neu      |
|                        | Piratenpartij – De Groenen                                              | 23.764     | 0,4  | N/A   | –       | ▬        |
|                        | Belang van Nederland (BVNL)                                             | 23.032     | 0,4  | Neu   | –       | Neu      |
|                        | Meer Directe Democratie (MDD)                                           | 11.295     | 0,2  | Neu   | –       | Neu      |
|                        | NL PLAN EU                                                              | 8.360      | 0,1  | Neu   | –       | Neu      |
|                        | VandeRegio                                                              | 2.732      | 0,0  | N/A   | –       | ▬        |
| Gesamt                 | Gesamt                                                                  | 6.232.198  | 100  |       | 31      | ▲2       |
|                        |                                                                         |            |      |       |         |          |
| Leere Stimmzettel      | Leere Stimmzettel                                                       | 9.662      | 0,2  | ▬     |         |          |
| Ungültige Stimmzettel  | Ungültige Stimmzettel                                                   | 11.607     | 0,2  | ▬     |         |          |
| Wähler                 | Wähler                                                                  | 6.253.467  | 46,2 | ▲4,2  |         |          |
| Wahlberechtigte        | Wahlberechtigte                                                         | 13.542.363 |      |       |         |          |
|                        |                                                                         |            |      |       |         |          |
| Quelle: Proces-verbaal |                                                                         |            |      |       |         |          |

## Ergebnis nach Wahlkreisen
| Provinz             | Wahlkreis Kieskring  | Listen (%) | Listen (%) | Listen (%) | Listen (%) | Listen (%) | Listen (%) | Listen (%) | Listen (%) | Listen (%) | Listen (%) | Listen (%) | Listen (%) | Listen (%) | Listen (%) | Gültige Stimmen |
| Provinz             | Wahlkreis Kieskring  | GL-PvdA    | PVV        | VVD        | CDA        | D66        | BBB        | Volt       | PvdD       | NSC        | SGP        | CU         | FvD        | SP         | Sonstige   | Gültige Stimmen |
| ------------------- | -------------------- | ---------- | ---------- | ---------- | ---------- | ---------- | ---------- | ---------- | ---------- | ---------- | ---------- | ---------- | ---------- | ---------- | ---------- | --------------- |
| Groningen           | 1. Groningen         | 27,4       | 13,7       | 7,8        | 7,8        | 7,7        | 6,0        | 5,0        | 5,7        | 3,5        | 1,8        | 4,8        | 2,6        | 3,8        | 2,3        | 216.316         |
| Friesland           | 2. Leeuwarden        | 20,2       | 16,9       | 8,2        | 12,2       | 6,3        | 9,1        | 3,2        | 3,5        | 4,0        | 2,0        | 6,3        | 3,3        | 2,4        | 2,4        | 247.784         |
| Drenthe             | 3. Assen             | 20,4       | 18,5       | 10,2       | 9,9        | 6,1        | 9,9        | 3,3        | 3,5        | 4,6        | 1,7        | 3,8        | 3,0        | 2,5        | 2,5        | 190.258         |
| Overijssel          | 4. Zwolle            | 16,5       | 15,9       | 9,2        | 10,8       | 5,8        | 11,1       | 3,7        | 2,9        | 7,7        | 5,3        | 4,9        | 2,3        | 1,7        | 2,0        | 445.633         |
| Flevoland           | 5. Lelystad          | 16,7       | 21,2       | 11,3       | 7,6        | 6,5        | 6,5        | 3,3        | 4,1        | 3,6        | 6,3        | 4,0        | 3,6        | 2,3        | 3,1        | 125.160         |
| Gelderland          | 6. Nijmegen          | 25,4       | 16,5       | 10,2       | 7,6        | 8,7        | 4,4        | 5,7        | 4,9        | 3,1        | 5,5        | 1,6        | 2,0        | 2,2        | 2,3        | 224.992         |
| Gelderland          | 7. Arnhem            | 18,7       | 15,5       | 10,3       | 10,7       | 6,9        | 7,6        | 4,1        | 3,6        | 4,0        | 7,3        | 4,6        | 2,3        | 1,9        | 2,3        | 610.987         |
| Utrecht             | 8. Utrecht           | 25,2       | 12,5       | 11,3       | 8,1        | 10,6       | 3,2        | 6,9        | 5,3        | 3,1        | 4,5        | 3,8        | 1,8        | 1,6        | 2,2        | 562.290         |
| Noord-Holland       | 9. Amsterdam         | 37,4       | 7,2        | 8,2        | 2,3        | 12,1       | 1,0        | 10,7       | 11,2       | 1,6        | 0,2        | 0,8        | 1,9        | 2,9        | 2,6        | 286.058         |
| Noord-Holland       | 10. Haarlem          | 22,6       | 15,9       | 15,1       | 7,0        | 11,6       | 2,9        | 6,8        | 5,0        | 3,3        | 0,8        | 1,6        | 2,6        | 1,8        | 3,1        | 353.706         |
| Noord-Holland       | 11. Den Helder       | 20,5       | 20,0       | 12,5       | 8,5        | 7,8        | 6,9        | 4,6        | 4,6        | 3,6        | 0,7        | 1,3        | 3,4        | 2,2        | 3,5        | 363.341         |
| Zuid-Holland        | 12. ’s-Gravenhage    | 27,4       | 14,6       | 12,6       | 5,0        | 12,2       | 1,6        | 7,8        | 6,4        | 2,6        | 0,8        | 1,5        | 2,7        | 2,2        | 2,6        | 189.713         |
| Zuid-Holland        | 13. Rotterdam        | 26,8       | 16,0       | 10,3       | 5,0        | 10,5       | 1,4        | 7,9        | 7,8        | 2,5        | 1,3        | 2,0        | 2,5        | 2,9        | 3,2        | 156.461         |
| Zuid-Holland        | 14. Dordrecht        | 15,8       | 21,0       | 12,1       | 9,8        | 6,9        | 3,5        | 3,7        | 3,6        | 3,7        | 8,4        | 4,0        | 2,8        | 1,9        | 2,7        | 430.235         |
| Zuid-Holland        | 15. Leiden           | 18,9       | 17,4       | 13,5       | 9,6        | 9,1        | 3,7        | 5,0        | 4,0        | 3,5        | 5,1        | 3,3        | 2,4        | 1,7        | 2,8        | 489.704         |
| Zeeland             | 16. Middelburg       | 15,0       | 16,9       | 10,1       | 10,6       | 5,0        | 8,0        | 2,4        | 3,1        | 3,0        | 15,5       | 3,5        | 2,7        | 2,0        | 2,5        | 145.524         |
| Noord-Brabant       | 17. Tilburg          | 18,5       | 20,3       | 14,1       | 11,1       | 8,7        | 4,8        | 4,4        | 3,9        | 3,6        | 1,7        | 1,2        | 2,3        | 2,3        | 3,0        | 355.102         |
| Noord-Brabant       | 18. ’s-Hertogenbosch | 19,5       | 18,7       | 13,4       | 12,0       | 9,1        | 5,7        | 5,4        | 3,3        | 3,6        | 0,3        | 0,7        | 2,2        | 2,9        | 3,2        | 483.165         |
| Limburg             | 19. Maastricht       | 17,1       | 24,4       | 10,1       | 16,0       | 6,7        | 5,1        | 3,7        | 3,6        | 3,8        | 0,2        | 0,5        | 2,9        | 2,5        | 3,3        | 353.642         |
| Caribisch Nederland | 20. Bonaire          | 37,8       | 8,9        | 7,8        | 3,4        | 24,5       | 1,6        | 2,6        | 2,0        | 1,1        | 0,5        | 2,8        | 2,8        | 0,9        | 3,3        | 2.127           |

## Fraktionen im Europäischen Parlament

### Nach Parteien
| Liste/Partei                   | Liste/Partei                            | Liste/Partei                            | Liste/Partei                            | Mandate | Fraktion |
| ------------------------------ | --------------------------------------- | --------------------------------------- | --------------------------------------- | ------- | -------- |
|                                | GroenLinks-PvdA                         |                                         | GroenLinks                              | 4 / 31  | G/EFA    |
|                                | GroenLinks-PvdA                         | Partij van de Arbeid                    | 4 / 31                                  | S&D     |          |
|                                | Partij voor de Vrijheid                 | Partij voor de Vrijheid                 | Partij voor de Vrijheid                 | 6 / 31  | PfE      |
|                                | Volkspartij voor Vrijheid en Democratie | Volkspartij voor Vrijheid en Democratie | Volkspartij voor Vrijheid en Democratie | 4 / 31  | RE       |
|                                | Christen-Democratisch Appèl             | Christen-Democratisch Appèl             | Christen-Democratisch Appèl             | 3 / 31  | EVP      |
|                                | Democraten 66                           | Democraten 66                           | Democraten 66                           | 3 / 31  | RE       |
|                                | BoerBurgerBeweging                      | BoerBurgerBeweging                      | BoerBurgerBeweging                      | 2 / 31  | EVP      |
|                                | Volt Nederland                          | Volt Nederland                          | Volt Nederland                          | 2 / 31  | G/EFA    |
|                                | Partij voor de Dieren                   | Partij voor de Dieren                   | Partij voor de Dieren                   | 1 / 31  | GUE/NGL  |
|                                | Nieuw Sociaal Contract                  | Nieuw Sociaal Contract                  | Nieuw Sociaal Contract                  | 1 / 31  | EVP      |
|                                | Staatkundig Gereformeerde Partij        | Staatkundig Gereformeerde Partij        | Staatkundig Gereformeerde Partij        | 1 / 31  | EKR      |
|                                |                                         |                                         |                                         |         |          |
| Quelle: Europäisches Parlament |                                         |                                         |                                         |         |          |

### Nach Fraktionen
| Partei | Partei                                                    | Sitze  | Sitze | Sitze    |
| Partei | Partei                                                    | Anzahl | +/−   | %        |
| ------ | --------------------------------------------------------- | ------ | ----- | -------- |
|        | Renew Europe (RE)                                         | 7      | ▬     | 22,58 %  |
|        | Europäische Volkspartei (EVP)                             | 6      | ▬     | 19,35 %  |
|        | Patrioten für Europa (PfE)                                | 6      | ▲5    | 19,35 %  |
|        | Die Grünen/Europäische Freie Allianz (Grüne/EFA)          | 6      | ▲3    | 19,35 %  |
|        | Progressive Allianz der Sozialdemokraten (S&D)            | 4      | ▼2    | 12,90 %  |
|        | Europäische Konservative und Reformer (EKR)               | 1      | ▼4    | 3,23 %   |
|        | Die Linke im Europäischen Parlament – GUE/NGL (Die Linke) | 1      | ▬     | 3,23 %   |
| Gesamt | Gesamt                                                    | 31     | ▲2    | 100,00 % |